# 여양 전투
여양 전투(黎陽戰鬪)는 관도 전역에서 승리한 조조가 원소 사후 원소의 후계 세력을 공격한 첫 전투로, 원소의 삼남 원상과 대결하였다.
건안 7년(202년) 5월에 원소가 피를 토하며 급사하였다. 생전에 원소는 장남인 원담을 폐출시키고 청주자사(靑州刺史)로 보내 후계에서 배제시켰고, 삼남인 원상이 장성하면 그를 후계자로 세울 뜻을 가지고 있었으나 원소가 유조조차 남기지 못한 채로 급사해버리자 나이가 어렸던 원상의 기반은 극히 취약해졌다. 이에 곽도(郭圖)·신평(辛評) 등을 중심으로 하여 나이가 많고 경력이 충분한 원담을 옹립해야 한다는 의견이 주를 이루게 되었는데, 원담·곽도의 무리와 사이가 나빴던 심배(審配)와 봉기(逢紀)는 원담이 정권을 잡으면 해를 입을 것을 두려워하여 선수를 쳐 기주를 장악한 후, 원소의 유조를 날조하며 원상을 후계자로 세웠다. 청주에서 군사를 이끌고 업(鄴)에 당도했으나 원소의 지위를 승계할 수 없게 된 원담은, 군대를 여양(黎陽)에 주둔시키고 거기장군(車騎將軍)을 자칭하며 원상과 대립하였다.
원상은 봉기를 파견해 원담과의 사이를 조율하려고 하였으나, 봉기는 오히려 원담을 부추기며 반목을 조장하였으므로 양자의 관계가 더욱 악화되었다.
건안 9년(202년) 9월, 마침내 조조가 대대적으로 군사를 일으켜 하북을 공격하였다. 이 직전, 조조의 움직임을 포착한 원담은 원상에게 원군을 요청하였으나 심배는 원상에게 원군을 보내지 말도록 진언하였고, 원상은 이에 따라 원군을 보내지 않았다. 이에 대노한 원담은 마침내 봉기를 죽임으로써 원상에게 머리를 숙인 것으로 보이며, 원상은 업에 있던 봉기의 일족을 주살한 뒤 직접 군사를 이끌고 원담을 지원하였다.
원상과 원담은 여양성 앞에 진을 치고 조조를 맞아 싸웠다. 이렇게 해서 시작된 여양에서의 전투는 약 8개월간 지속되었는데, 이를 통해 봤을 때 비록 위서 무제기 등에서는 이때의 전투를 조조가 연전연승한 것으로 기록하고 있지만 사실은 일진일퇴의 공방전이 거듭되었던 것으로 여겨진다. 원상은 조조를 맞아 싸우는 한편, 부장인 곽원(郭援)을 관서 지역으로 파견해 조조를 압박하지만 종요(鐘繇)의 활약으로 이 계책은 결국 실패로 끝났다.(202년)
이후에도 격전이 이어졌고, 건안 8년(203년) 3월에 원상과 원담은 크게 패하여 성으로 달아났다. 조조가 여양성을 포위하기 시작하자 원상은 곧 여양을 포기하여 밤을 틈타 업으로 달아났다.
조조는 마침내 원씨 세력의 본거지인 업 가까이까지 진군하였으나, 이번엔 원상의 반격을 받아 패하고 만다. 이때 조조 진영에서는 원상을 계속 공격해 업을 함락시키자는 의견도 많았으나, 조조는 원상과 원담의 대립을 기대하자는 곽가(郭嘉)의 의견을 받아들여 허도(許都)로 퇴각하였다. 한편 원담은 원상에게 이 기회에 퇴각하는 조조군을 추격하면 그들을 철저히 궤멸시킬 수 있다고 주장하였으나, 원상은 이 작전의 타당성 여부는 물론 원담의 진의 자체도 의심하고 있었으므로 이를 받아들이지 않았다. 또한 전쟁이 끝난 이후에도 업에 남아있는 원담군에 대한 무기와 병력 보충을 중단하며 원담을 청주로 돌아가도록 종용하였는데, 여전히 후계에 미련을 가지고 있었던 원담은 원상의 이같은 조치에 대해 격노하였다. 이때 곽도와 신평은 원담을 부추기며 원소 생전에 원담이 폐출된 일 역시 모두 심배가 뒤에서 원담을 음해했기 때문에 생긴 것이라고 모함했다. 당연히 근거없는 말이었으나, 평소 심배와 사이가 나빴던 원담은 이를 그럴듯하게 여기며 마침내 반기를 들어 군사를 이끌고 원상을 습격하였으나 패하여 남피(南皮)로 달아났다.
청주별가(靑州別駕) 왕수(王脩)는 원담에게 형제를 이간질하는 간신들(곽도·신평)을 베어버리고 원상과 다시 화해할 것을 진언하였으나, 원담은 이를 따르지 않았다. 이후 원담은 다시 업을 치기 위해 백성들을 닥치는대로 약탈·징용하고 이민족과 여러 도적떼들까지 끌어들이며 군사를 급조하였으나, 이는 이미 정통성과 명분에서 크게 밀리고 있던 원담의 입지를 더욱 좁게 만들 뿐이었고 원담의 군대 역시 재개된 원상과의 전투에서 엄청난 피해를 입으며 참패하고 말았다. 한편 유표(劉表)는 왕찬(王燦)을 통하여 원담과 원상에게 각기 서신을 보내 싸움을 말렸으나, 원담과 원상은 모두 이를 따르지 않았고 마침내 원상은 원담의 본거지인 평원(平原)을 포위하며 원담을 강하게 몰아붙였다. 궁지에 몰린 원담은 곽도의 진언에 따라 신비(辛毗)를 사자로 조조에게 보내 항복하였다.